# Ebaeides malaccensis
Ebaeides malaccensis là một loài bọ cánh cứng trong họ Cerambycidae.